# Louise Brealey
Louise Brealey, née le 27 mars 1979 à Bozeat dans le Northamptonshire, est une actrice britannique.

## Biographie
Elle est née en Bozeat, dans le Northamptonshire, en Angleterre, où elle étudie l'histoire à Cambridge. Elle travaille d'abord à Londres, en tant que journaliste pour le magazine Première UK. Sa volonté de devenir actrice la mène à suivre une formation à l'Institut Lee Strasberg à New York. Puis, de retour à Londres, elle s'inscrit aux cours du professeur Philippe Gaulier.

## Carrière
Brealey fait ses débuts à la télévision dans le rôle d'une infirmière, Roxy Bird, au cours de deux saisons de Casualty, une série de la BBC. En 2005, elle joue aussi Judy Smallweed dans l'adaptation de la BBC, Bleak House. En 2007, elle a joué dans la série dramatique Mayo, annulée par la BBC après une seule saison, mais la série s'en est mieux tirée aux États-Unis.
De 2010 à 2017, elle joue la pathologiste Molly Hooper dans la série télévisée de Steven Moffat et Mark Gatiss, Sherlock.
En 2013, elle joue dans la série télévisée britannique Londres, police judiciaire.

## Filmographie

### Télévision

#### Téléfilms
- 2005 : The English Harem : Suzy
- 2007 : Green : Abi

#### Séries télévisées
- 2002-2004  : Casualty : Roxanne Bird
- 2005 : Bleak House : Judy Smallweed
- 2006 : Mayo : Harriet 'Anorak' Tate
- 2008 : Hôtel Babylon : Chloe
- 2008 : Londres, police judiciaire : Joanne Vickery
- 2010-2017 : Sherlock : Molly Hooper
- 2012 : The Charles Dickens Show : Nelly Trent/Scrooge/Tiny Tim
- 2013 : Father Brown : Eleanor Brown
- 2014 : Ripper Street saison 3 : Dr Amélia Frayn
- 2017 : Clique : Jude McDermid
- 2018 : A Discovery of Witches : Gillian Chamberlain
- 2019 : The Widow : Beatrix
- 2019 : Gomorra  : Leena
- 2020 : Meurtres au Paradis Saison 9 - Episode 2 "L'enfant terrible" : Donna Harman
- 2023 : Lockwood and Co. : Pamela Joplin
- 2023 : Such Brave Girls : Deb
- 2026 : Harry Potter : Mme Bibine

### Cinéma
- 2003 : The Tooth Faerie (court métrage)
- 2004 : I Want You (court métrage)
- 2010 : Reuniting the Rubins : Miri Rubins
- 2011 : Indian Palace : la coiffeuse
- 2013 : Delicious : Stella
- 2015 : Docteur Frankenstein : la jeune femme lors de la soirée

## Théâtre
- 2001 : Sliding with Suzanne : Sophie (sous la direction de Max Stafford-Clark au Royal Court Theatre)
- 2005 : Arcadia : Thomasina (sous la direction de Rachel Kavanaugh au Bristol Old Vic)
- 2006 : After the end : Louise (sous la direction de Roxana Silbert lors des tournées russes et américaines et Off Broadway)
- 2007 : Little Nell : Nell (sous la direction de Peter Hall au Théâtre Royal de Bath)
- 2008 : Oncle Vania : Sonya (sous la direction de Peter Hall au Rose Theatre de Kingston)
- 2007 : Pornography : Actor 7 (sous la direction de Sean Holmes au Traverse Theatre d’Édimbourg)
- 2009 : The Stone : Hanna (sous la direction de Ramin Gray au Royal Court Theatre)
- 2009 : The One that Flutter : Julia Ray (sous la direction de Abbey Right au Theatre 503)
- 2010 : Country Music : Lynsey (sous la direction de Lisa Blair et Eleanor While au West Yorkshire Playhouse)
- 2011 : Government Inspector : la fille du Maire (sous la direction de Richard Jones[Lequel ?] au Young Vic)
- 2012 : The Trojan Women : Cassandra/Andromache/Hélène de Troie (sous la direction de Christophe Haydon au Gate Theatre)
- 2013 : The Herd : Claire (sous la direction de Howard Davies au Bush Theatre)
- 2014 : Mademoiselle Julie : Julie (sous la direction de Zinnie Harris au Citizens Theatre)